# Список умерших в 1411 году

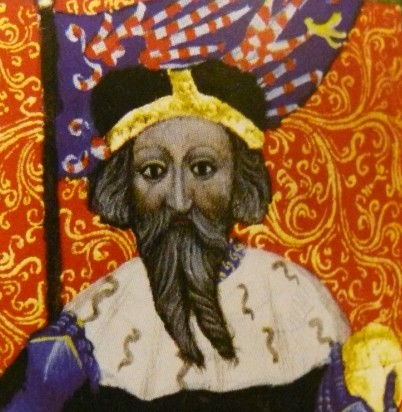
Йост

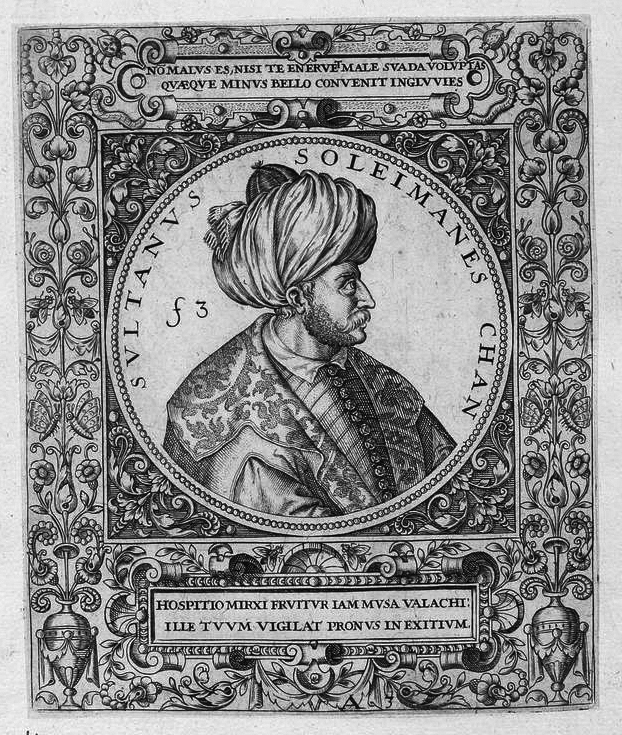
Сулейман Челеби

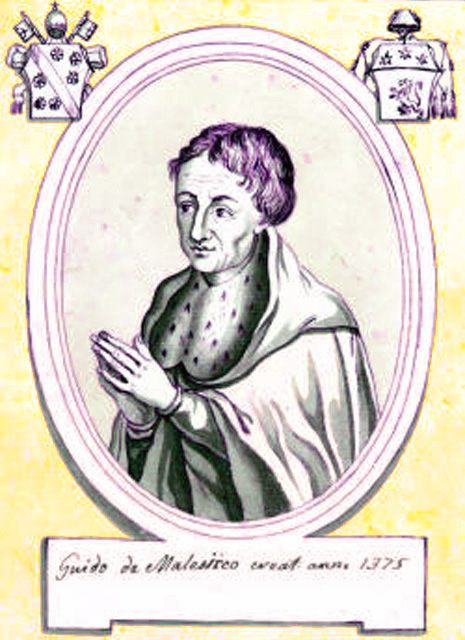
Ги де Малезек

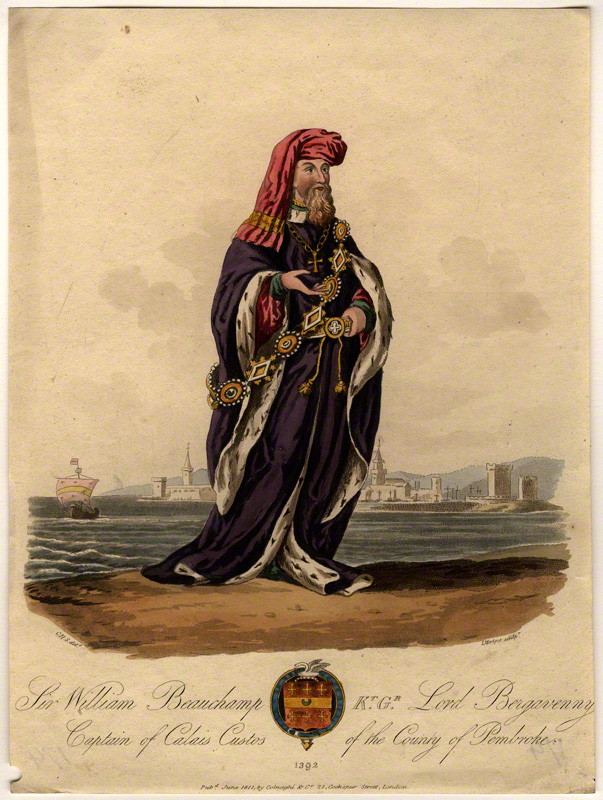
Уильям де Бошан

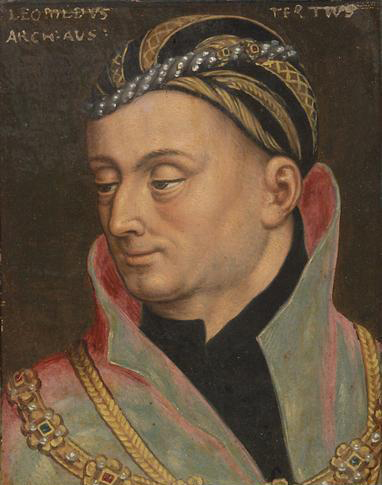
Леопольд IV

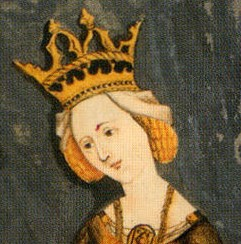
Елизавета Нюрнбергская

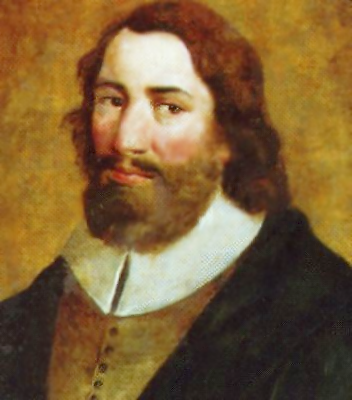
Николай Куровский

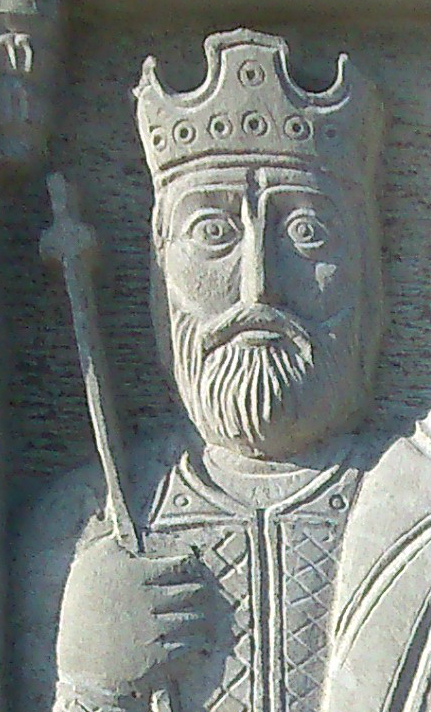
Константин I

В этой статье представлен список известных людей, умерших в 1411 году.
См. также: Категория:Умершие в 1411 году

## Январь
- 8 января — Уильям де Бошан — барон Абергавенни (по праву владения) (с 1389), 1-й барон Бергавенни (Абергавенни)  (по призывной грамоте) (с 1392), рыцарь Ордена подвязки (с 1376).
- 10 января — Музаффар-шах I — первый гуджаратский султан из династии Музаффаридов (1391—1403, 1404—1411)
- 18 января — Йост — маркграф Моравии (с 1375), курфюрст Бранденбурга (с 1388), король Германии (с 1410) из Люксембургской династии.

## Февраль
- 6 февраля — Исав де Буондельмонти — деспот Янины (осколок Эпира) (1385—1411).
- 17 февраля — Сулейман Челеби — один из сыновей Баязида I, правитель Румелии и части Анатолии в период Османского междуцарствия (1402—1411); убит в междоусобной войне.

## Март
- 8 марта — Ги де Малезек — французский куриальный кардинал, доктор обоих прав, епископ Лодева (1370—1371), Епископ Пуатье (1371—1375),  Кардинал-священник с титулом церкви Санта-Кроче-ин-Джерусалемме (1375—1383), Кардинал-епископ Палестрины (1383—1411), Декан Священной Коллегии Кардиналов (1405—1411).

## Апрель
- 12 апреля — Роберт I (66) — граф Бара и сеньор Муссона (с 1352), маркграф Понт-а-Муссона (с 1354), первый герцог Бара (с 1354).

## Май
- 25 мая — Ян Иснер — польский богослов, проповедник, педагог, первый профессор теологии Краковского университета, доктор богословия.

## Июнь
- 3 июня — Леопольд IV — герцог Штирии, Каринтии и Крайны (1386—1396), герцог Передней Австрии (1386—1411), граф Тироля (1386—1406), герцог Каринтии и Крайны (1406—1411)
- 21 июня — Эрих IV — герцог Саксен-Ратцебург-Лауэнбурга (с 1368), герцог Саксен-Лауэнбурга (с 1401).

## Июль
- 26 июля — Елизавета Нюрнбергская — дочь Фридриха V, бургграфа Нюрнберга, курфюрстина-консорт Пфальца (1398—1410), Королева-консорт Германии (1400—1410) как жена курфюрста Пфальца и короля Германии Рупрехта.

## Август
- 26 августа — Евфимия Бытомская — польская принцесса из Опольско-Ратиборской линии династии Силезских Пястов, дочь князя Бытомского Болеслава, княгиня-консорт Немодлина (1364—1369) как жена князя Вацлава, княгиня-консорт Зембицы (1369/1370—1411), как жена князя Болько III.

## Сентябрь
- 7 сентября — Николай Куровский — польский римско-католический и государственный деятель, епископ познанский (1395—1399) и куявский (1399—1402), архиепископ гнезненский, канцлер великий коронный (1404—1411); умер после падения с лошади.
- 22 сентября — Анна Мортимер (20) — английская аристократка, старшая дочь Роджера Мортимера, 4-го графа Марча, жена Ричарда Конисбурга, будущего 3-го графа Кембриджа.

## Ноябрь
- 4 ноября — Халиль-Султан (27) — эмир империи Тимуридов, правитель Самарканда (1405—1409) и Рея (1409—1411) из династии Тимуридов.

## Декабрь
- 9 декабря — Джон Дарси — английский аристократ, 5-й барон Дарси из Найта (с 1399).

## Дата неизвестна или требует уточнения
- Абд ер Рахман бин Абу Му — эмир Тлемсена из династии Абдальвадидов (1411); свергнут и убит дядей Сайдом ибн Абу Ташуфином.
- Абу Абдалла I — эмир Тлемсена из династии Абдальвадидов (1401—1411)
- Мельхиор Брудерлам — южнонидерландский (фламандский) художник готического периода. Возможно умер в 1410 году.
- Гийас-ад-Дин Азам-шах — султан Бенгалии (1390—1411)
- Константин I — царь Грузии (1407—1411); казнён в плену по приказу Кара Юсуфа.
- Сайд I ибн Абу Ташуфин, шестнадцатый правитель Тлемсена из династии Абдальвадидов (1411).
- Паоло ди Джованни Феи — итальянский художник, принадлежавший к cиенской школе живописи.
- Шад-Мульк — возлюбленная, затем жена Тимурида Халиля-Султана.